# Mrgavet
Mrgavet är en ort i Armenien.   Den ligger i provinsen Ararat, i den centrala delen av landet, 17 kilometer söder om huvudstaden Jerevan. Mrgavet ligger 842 meter över havet och antalet invånare är 2 131.
Terrängen runt Mrgavet är platt åt sydväst, men åt nordost är den kuperad. Runt Mrgavet är det ganska tätbefolkat, med 155 invånare per kvadratkilometer.. Närmaste större samhälle är Jerevan, 17,2 kilometer norr om Mrgavet.
Runt Mrgavet är det i huvudsak tätbebyggt.